# Остановите Потапова!
«Остановите Потапова!» — короткометражный художественный фильм режиссёра Вадима Абдрашитова, созданный им как курсовая работа и защищённый в 1974 году как дипломная.
Картина снята по одноимённому рассказу Григория Горина, опубликованному в «Литературной газете» в 1972 году, и по его же сценарию.

## Сюжет
В фильме показан один день из жизни заглавного героя. Сотрудник некоего НИИ Андрей Потапов — врун и приспособленец. Он не осознаёт, что совершает низкие поступки. Ему представляется, что он такой же, как все. В фильме использованы фрагменты спектакля Театра на Таганке «Гамлет» с Владимиром Высоцким в заглавной роли.

## Профессиональные награды
- «За лучшую режиссуру» на всесоюзном кинофестивале «Молодость» (Киев, 1975)
- Главный приз кинофестиваля ВГИКа (1975).

## В ролях
| Актёр                | Роль                        |
| -------------------- | --------------------------- |
| Валентин Смирнитский | Потапов                     |
| Александр Филиппенко | Ермоленко                   |
| Семён Фарада         | шахматист, коллега Потапова |
| Владимир Высоцкий    | Гамлет                      |